# منگ فی (ژیمناست)
منگ فی (ژیمناست) (به انگلیسی: Meng Fei (gymnast)) ژیمناست زادهٔ ۲۲ مارس ۱۹۸۱ میلادی اهل کشور چین است.